# Рудольф Шеффер
Рудольф Герман Кристіан Карел Шеффер (нід. Rudolph Scheffer) (нар. 12 вересня 1844 Шпарндаамі, Нідерланди — 9 березня 1880 Сингаладжі, Західна Ява, Голландська Східна Індія (зараз Індонезія) — голландський ботанік, директор ботанічного саду в Богорі.

## Біографія
Шефферд здобув освіту в Утрехтському університеті за спеціальностями медицина, математика та фізика, де закінчив навчання у 1864 році. Його професор Мікель запропонував кандидатуру Шеффера на посаду директора ботанічного саду в Буйтензорзі. У Національному гербарії в Лейдені він поглиблено вивчав класифікацію родин рослин. 20 березня Шеффер захистив докторську дисертацію з математики та фізики на тему «Про мирсинові островів Індонезійського архіпелагу» (нід. De Myrsinaceis Archipelagi Indici). У тому ж році він отримав стипендію від уряду Нідерландів для поїздки до Королівських ботанічних садів у К’ю (Лондон) та відвідав Сад рослин у Парижі (нід. Jardin des Plantes).
Після закінчення навчання у 1868 році він вирушив на Яву в Голландські Ост-Індії, де очолив ботанічний сад 's Lands Plantentuin te Buitenzorg (сьогодні: Ботанічний сад Богор). У 1876 році він заснував «економічний сад» у Тджикемеух, на деякій відстані від Буйтензорга, де проводив експерименти та вирощував різні сільськогосподарські культури у великому масштабі. У тому ж році він опублікував «Annales du Jardin Botanique de Buitenzorg». За дорученням голландської адміністрації заснував сільськогосподарську школу в Буйтензорзі (нід. landbouwschool te Buitenzorg) для місцевого населення, а також завершив планування «гірського саду» в Тджібодасі, розпочатого Йоганнесом Еліасом Тейсманом.
На його честь названо ботанічні роди Schefferella Pierre (синонім Burckella, родина Сапотові) та Schefferomitra Diels (родина Аннонові). Як таксономіст, він описав роди Gronophyllum, Heterospathe, Maniltoa та Rhopaloblaste. Помер 9 березня у 1880 році, перебуваючи на посаді директора Ботанічного саду Буйтензорг.